# Премія Людвіга Гольберга
Премія Людвіга Гольберга — гуманітарна премія, заснована норвезьким урядом 2003 року слідом за Абелівською премією. Названа на честь видатного норвезького-данського письменника і науковця Людвіга Гольберга. Це спільний проєкт уряду і Бергенського університету. Мета премії полягає в заохоченні видатних гуманітаріїв сучасності.
Рішення про присудження премії приймає комітет з чотирьох науковців, серед яких на сьогодні троє норвежців і один данець. Сума премії становить 4,5 млн норвезьких крон. Перше присудження відбулось 2004 року.

## Лауреати
- 2004: Юлія Кристева ( Болгарія /  Франція)
- 2005: Юрґен Габермас ( Німеччина)
- 2006: Шмуель Ейзенштадт ( Польща /  Ізраїль)
- 2007: Рональд Дворкін ( США)
- 2008: Фредрік Джеймсон ( США)
- 2009: Ян Гакінґ ( Канада)
- 2010: Наталі Земон Девіс ( США /  Канада)
- 2011: Юрген Кокка ( Німеччина)
- 2012: Мануель Кастельс ( Іспанія)
- 2013: Бруно Латур ( Франція)
- 2014: Майкл Кук ( Велика Британія)
- 2015: Марина Ворнер ( Велика Британія)
- 2016: Стівен Ґрінблатт ( США)
- 2017: Онора О'Ніл ( Велика Британія)
- 2018: Касс Санстейн ( США)
- 2019: Пол Гілрой ( Велика Британія)
- 2020: Гризельда Поллок ( ПАР /  Канада)
- 2021: Марта Нусбаум ( США)
- 2022: Шейла Джасанофф ( США)
- 2023: Джоан Мартінез-Альєр ( Іспанія)